# Barbro Skoog
Barbro Skoog Stenström, född 8 oktober 1934 i Göteborg, är en svensk tecknare.
Hon är dotter till kommissarien Gunnar Björkman och Ethel Viola Mathiasson och 1955–1987 gift med Sven Gösta Elof Skoog. Hon studerade vid Slöjdföreningens skola i Göteborg under senare delen av 1950-talet och i ett antal krokikurser samt under vistelser i Italien. Hon medverkade i Göteborgs konstförenings Decemberutställningar på Göteborgs konsthall samt i Nationalmuseums Unga tecknare. Hennes konst består av teckningar med människor i olika poser.